# Ава (М'янма)
Ава (бірманською — Інва) — держава в Верхній М'янмі в 14-18 століттях, склалася навколо міста Ава (засновано в 1364) внаслідок розпаду Паганської держави після нашестя монголів (13 — початок 14 сторіч). Формально вважалася васалом Китаю, фактично була незалежною. В Аві існувала військово-феодальна система. В середині 14 — 16 століть Ава вела боротьбу з державами Тангу та Пегу, що закінчилася її включенням з 1555 по 1599 роки в склад держави, яка тимчасово склалася навколо Таунгу. Після розпаду цього утворення в кінці 16 на початку 17 століть Ава знову стала незалежною. 17 сторіччя було часом розквіту та територіального розширення Ави. В результаті приєднання до Ави П'ї (Проме) (1608), Таунгу (1610), Пегу (1612), Танхліна (Сіріаму) (1613), Мартабана (1614), Тенассеріму (1615) була створена централізована держава. Сіамське князівство Чієнгма (1615) та шанські князівства стали васалами Ави. В 17 сторіччі в Аву проникають європейці. На початку 18 сторіччя в результаті міжусобиць, бунтів, а також повстань підкорених Авою народів держава почала розпадатися. Після захоплення столиці монами в 1752 держава Ава перестала існувати. Однак назва Ава збереглася до кінця 19 сторіччя, зазвичай вона умовно означала всю М'янму, або ж лише Верхню М'янму.